# Медаль «6 октября»
Медаль «6 октября» — государственная награда Сирийской Арабской Республики.

## История
Медаль «6 октября» была учреждена 15 февраля 1974 года для вручения военнослужащим сирийских вооружённых сил, принимавших участие в Войне Судного дня в период с 6 по 24 октября 1973 года, а также гражданских лиц и иностранцев.

## Описание
Медаль — пятиконечная звезда, лучи которой формируются из трёх двугранных лучиков. Между лучами звезды штралы в виде растительного орнамента. В центре круглый медальон белой эмали с каймой. В медальоне изображение географической карты арабских стран, участников Войны Судного дня. Кайма состоит из череды пятиконечных звёздочек.
Медаль при помощи переходного звена, в виде сирийского орла, восседающего на композиции, состоящей из якоря, пушки и двух сабель, крепится к ленте.
Лента медали красного цвета с белой полосой по центру, обременённой по краям равновеликими ей полосками чёрного цвета.